# Raymond (Illinois)
Raymond es una villa ubicada en el condado de Montgomery en el estado estadounidense de Illinois. En el Censo de 2010 tenía una población de 1006 habitantes y una densidad poblacional de 294,03 personas por km².

## Geografía
Raymond se encuentra ubicada en las coordenadas 39°19′11″N 89°34′30″O / 39.31972, -89.57500. Según la Oficina del Censo de los Estados Unidos, Raymond tiene una superficie total de 3.42 km², de la cual 3.42 km² corresponden a tierra firme y (0%) 0 km² es agua.

## Demografía
Según el censo de 2010, había 1006 personas residiendo en Raymond. La densidad de población era de 294,03 hab./km². De los 1006 habitantes, Raymond estaba compuesto por el 98.41% blancos, el 0.2% eran afroamericanos, el 0% eran amerindios, el 0.1% eran asiáticos, el 0% eran isleños del Pacífico, el 0.1% eran de otras razas y el 1.19% pertenecían a dos o más razas. Del total de la población el 0.6% eran hispanos o latinos de cualquier raza.